# Remi Verwimp

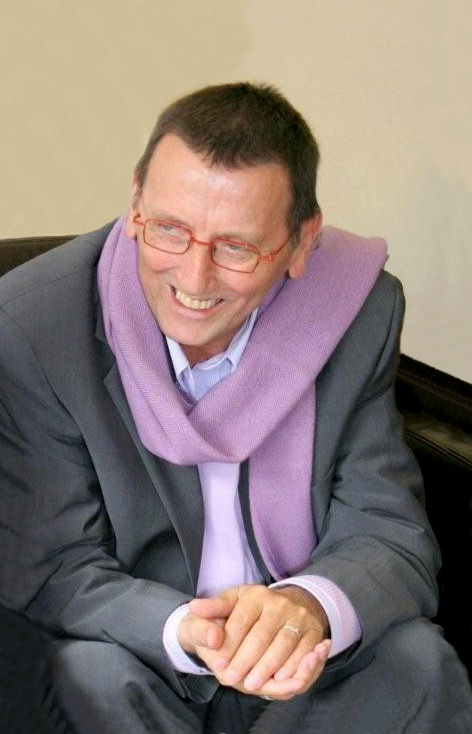
Remi Verwimp, oktober 2009

Remi Verwimp (Noorderwijk, 25 oktober 1945 - Herentals, 21 oktober 2009) was een Belgisch agogisch theoloog, priester van het bisdom Antwerpen, en publicist.
Hij was meer dan dertig jaar stuwende kracht in de Kritische Christelijke basisbeweging in Vlaanderen, en stond bekend als bruggenbouwer tussen linkse christenen, moslims, joden, marxisten en vrijzinnigen. Naar aanleiding van zijn overlijdensverjaardag verscheen het boek Gevaarlijke herinnering. Remi Verwimp. Tegendraadse Stem van levensbeschouwelijke tradities.

## Levensloop
Na zijn schoolopleiding ging Verwimp in 1963 de priesteropleiding in Mechelen volgen. In juli 1969 werd hij priester gewijd. Van 1969 tot 1971 studeerde hij morele en religieuze wetenschappen aan de faculteit theologie in Leuven. Van 1980 tot 1983 volgde hij de Agogisch Theologische Opleiding aan de Katholieke Universiteit te Utrecht. Sinds 1980 engageerde hij zich binnen de beweging 'Christenen voor het Socialisme'.
Hij richtte in 1985 de vormingsbeweging Werkplaats voor Theologie en Maatschappij op, waarvan hij tot juni 2000 coördinator was. Tussen 1985 en 2008 begeleidde Verwimp talrijke Bijbelse leerhuizen waarin aan 'bevrijdend Bijbellezen' werd gedaan. Sinds 2004 werkte hij mee als bestuurder en docent in vzw Motief, een gespecialiseerde vormingsinstelling rond het thema 'Levensbeschouwing en Samenleving' en was hij, als docent en stuurgroeplid, betrokken bij het postgraduaat Agogisch Theologisch Werker aan de Sociale Hogeschool Heverlee.
In januari 2011 ontving Verwimp postuum de Pantheonprijs voor actief pluralisme en interlevensbeschouwelijke diversiteit van de Faculteit voor Vergelijkende Godsdienstwetenschappen.

## Visie
Remi Verwimp stond bekend om zijn - soms controversiële - maatschappij- en kerkkritische standpunten. Hij werd bewogen door de kracht van 'tegendraadse verhalen' uit de Thora en de Bijbel en zocht naar verbindingen met de Koran. Hij was ervan overtuigd dat deze levensbeschouwelijke bronnen nog steeds een onmisbare kritische stem in het actuele maatschappelijke debat kunnen doen opklinken.
Als priester en agogisch theoloog ontwikkelde hij in groepen opmerkelijke visies omtrent maatschappelijke thema’s zoals de democratisering van de kerk, verrechtsing en islamofobie, de relatie christendom en marxisme, actief pluralisme, het religieuze karakter van het kapitalisme, secularisering en het belang van levensbeschouwelijke herbronning in de (christelijke) sociale bewegingen.

## Publicaties
- Een gat in de markt - Geen tijd om te zwijgen over God!, Remi Verwimp (Dabar Luyten, 1992)
- Gevaarlijke herinnering. Remi Verwimp.Tegendraadse Stem van levensbeschouwelijke tradities. Elke Vandeperre (Red.), (Garant, 2010) ISBN 9 789044 126747